# Чакова, Илона
Илона Чакова (чеш. Ilona Csáková, родилась 1 октября 1970 года в Хебе) — чешская поп-певица, выпустившая 10 сольных альбомов и ставшая самой продаваемой певицей Чехии в 1998 году. Судья в музыкальном шоу Česko hledá SuperStar.

## Биография
Родилась в Хебе (Чехия). Отец — венгр, мать — румынка. В детстве пела в музыкальном ансамбле «Бабочки», училась играть на гитаре и была барабанщицей в школьном оркестре города Клаштерец-над-Охржи. Дебютировала на сцене в 1985 году в составе девичьей группы «Алотрио». В конце 1980-х годов сдала школьные экзамены и вошла в состав группы «Laura A Její Tygři» (чеш. Лаура и её тигры), которая гастролировала по Болгарии, Франции и Германии. Из группы ушла в 1992 году в связи с творческим кризисом. Позже была в проекте Мартина Кучая «Rituál», выпустив сингл и ряд видеоклипов, а также сотрудничала с Луцией Билой.
В 1993 году вышел сольный альбом Илоны «Kosmopolis» на лейбле Sony Music, в том же году она завоевала премию «Anděl» в номинации «Новичок года». Играла роль Шейлы в мюзикле «Волосы», в 1995 году выпустила второй студийный альбом «Amsterdam» на лейбле EMI. В 1996 году вышел третий альбом «Pink», в том же году Илона выступила на разогреве в Праге у Тины Тёрнер. Три года подряд выигрывала премию лучшей певицы Чехии, в 1998 году записала альбом «Modrý Sen» с кавер-версиями западных песен (в том числе «La Isla Bonita», «I Say a Little Prayer» и «Je t'aime... moi non plus»). Последующие альбомы «Blízká I Vzdálená» (1999) и «Tyrkys» (2000) были менее успешными. В 1999 году вышла автобиография «Мой личный Рим» (чеш. Můj soukromý Řím).
В 2002 году Илона сыграла главную роль в мюзикле «Клеопатра» в Пражском Бродвее и выпустила танцевальный альбом «Kruhy mé touhy». Некоторое время выступала снова в составе группы «Laura A Její Tygři» на гастролях, в 2005 году записала кавер-версии на серию джазовых песен: «Summertime», «Now Or Never», «Kansas City» и «Black Coffee». В 2006 году стала судьёй в 3-м сезоне чешского шоу «Česko hledá SuperStar», также отметилась выступлениями в мюзиклах «Господин Ян Гус» (2005) и «Голем» (2006). В 2008 году после шестилетнего перерыва выпустила студийный альбом «Ilona Csaková».
Живёт в Брно. Муж — Радек Вонеш, сын Даниэль (родился 22 сентября 2009 года).

## Дискография

### Группа «Laura a její tygři»
- Žár trvá (1988)
- Nebudeme (1990)
- Síla v nás (1992)
- The best of Laura a její tygři (1994)
- Vyškrábu ti oči (2004)
- …Jsme tady! (Best of) (2005)

### Группа «Rituál»
- Rituál (1992) (EP)

### Сольные альбомы
- Kosmopolis (Космополис) (1993)
- Amsterdam (1995)
- Pink (1996)
- Modrý sen (Синий сон) (1998)
- Blízká i vzdálená (Близко и далеко) (1999)
- Tyrkys (Бирюза) (2000)
- Kruhy mé touhy (Круги моего желания) (2002)
- 22x – Best of (2004)
- Ilona Csáková (2008)
- Noc kouzelná / to nejlepší - Best Of (Волшебная ночь / Лучшее) (2013)

### DVD
- 22x – Best of (2004)
- Karel Svoboda 65 (2004)
- Na Kloboučku – Best Sessions Part 2 (2007)

## Мюзиклы
- Волосы (1997) – Шейла Франклин
- Клеопатра (2002) – Клеопатра
- Господин Ян Гус (2005) – королева София
- Голем (2006) – помещица Розина
- Три мушкетёра (2008) – королева Анна